# Auchi
Auchi – miasto w stanie Edo, w południowej Nigerii.